# Pocari Sweat

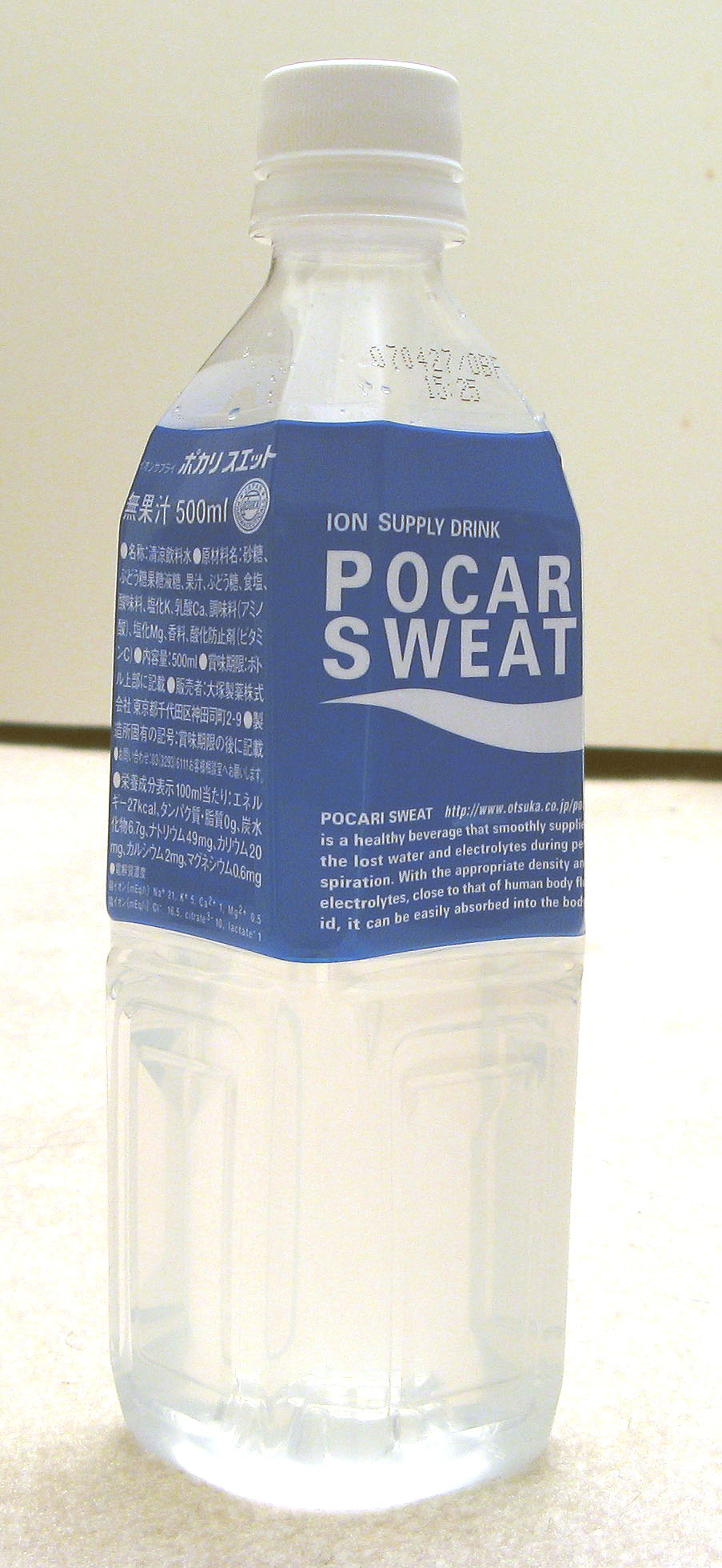
Illustration

Le Pocari Sweat (ポカリスエット, pokari suetto) est une boisson énergétique japonaise très populaire vendue par Otsuka Pharmaceutical Co..
Elle a été commercialisée pour la première fois en 1980.
Elle est commercialisée sous forme liquide dans des canettes et des bouteilles de 29 et 50 cl, mais aussi sous forme de poudre à diluer.
Cette boisson est également commercialisée en Chine (où elle est considérée comme une boisson de réhydratation, notamment en cas de diarrhée, disponible en vente libre et en pharmacie), à Hong Kong, en Corée du Sud, à Taïwan, en Thaïlande, en Indonésie, au Vietnam et aux Émirats arabes unis, ainsi que dans de nombreuses boutiques dans le monde. En France, il est possible d'en trouver dans des épiceries japonaises ou coréennes.